# Douglas Young
Douglas William Young SVD (* 23. Januar 1950 in Brisbane) ist ein australischer römisch-katholischer Ordensgeistlicher und emeritierter Erzbischof von Mount Hagen in Papua-Neuguinea.

## Leben
Douglas William Young trat der Ordensgemeinschaft der Steyler Missionare bei und empfing am 13. August 1977 das Sakrament der Priesterweihe.
Papst Johannes Paul II. ernannte ihn am 14. April 2000 zum Titularbischof von Rusubbicari und zum Weihbischof in Mount Hagen. Die Bischofsweihe spendete ihm der Erzbischof von Mount Hagen, Michael Meier SVD, am 2. Juli desselben Jahres; Mitkonsekratoren waren Ambrose Kiapseni MSC, Bischof von Kavieng, und Hermann Raich SVD, Bischof von Wabag. 
Am 17. Juli 2006 ernannte ihn Papst Benedikt XVI. zum Erzbischof von Mount Hagen.
Seit dem 17. Mai 2024 wird er von Clement Papa als Koadjutorerzbischof unterstützt.
Papst Franziskus nahm am 18. März 2025 seinen altersbedingten Rücktritt an.

## Publikationen
- Pastoral responses to the Enga Holy Spirit Movement, Point Series No. 3, Religious Movements in Melanesia (2), Goroka 1983, 224–235.
- Church and Land Conflicts: Questions in Need of Answers. Point No. 25, Goroka 201, 40–59.
- “Our Land is Green and Black”. Conflict Resolution in Enga, Point Series 28, Melanesian Institute, Goroka 2004, 1–318.
- “Wir sind die Kirche” in Papua Neuguinea. in: Steyler Missionschronik 2006, 49–54.
- - /Paul Petrus: Conference Report: The Containment of Violence in the Highlands of Papua New Guinea. in Catalyst 41 (2011) 150–159.